# Somontín
Somontín este o municipalitate din provincia Almería, Andaluzia, Spania, cu o populație de 508 locuitori.